# Бел Канјон (Калифорнија)
Бел Канјон (енгл. Bell Canyon) насељено је место без административног статуса у америчкој савезној држави Калифорнија.

## Демографија
По попису из 2010. године број становника је 2.049.
| Група             | 2000.    | 2010.         |
| Белци             | 0 (0,0%) | 1.656 (80,8%) |
| Афроамериканци    | 0 (0,0%) | 58 (2,8%)     |
| Азијати           | 0 (0,0%) | 179 (8,7%)    |
| Хиспаноамериканци | 0 (0,0%) | 103 (5,0%)    |
| Укупно            | 0        | 2.049         |